# 济南育英中学
济南育英中学，是山东省济南市一所初级中学，1913年3月由李允峰等人倡办，7月诞生，9月正式开学。建校初期校名为山东私立育英中学，首任校长系代表中国参加巴黎和会的孔祥柯。1921年，中国共产党的一大代表王尽美、邓恩铭在育英中学的青砖小楼创建了社会主义青年团也就是后来的共青团山东省地方团组织。1923年建校10周年之际，教育家、实业家、政治家黄炎培为学校题写了“济南育英中学校”校匾。1956年，育英中学由私立学校改为公立学校。
目前济南育英中学为省级规范化学校。

## 办学历史
育英中学于1913年6月19日建成，首任校长系孔子七十五代孙孔祥柯。1923年建校10周年之际，政治家、教育家黄炎培为学校题写“济南育英中学校”校匾。1956年，由私立学校改为公立学校“济南第十六中学”。1985年3月1日，济南市人民政府批准恢复了“济南育英中学”的校名。于2002年创建林南分校，校址在林祥南街44号。

## 学校现状
目前，育英中学有两个校区，占地面积35亩，建筑面积27000平方米，有教学班60个，在校学生近4000人，教职工247人，是目前济南市规模最大的初级中学。

## 历任校长
- 孔祥柯 1913.5—1914.8
- 张介礼 1914.9—1916.7
- 董毓睿 1916.8—1919.9
- 于之昌 1919.10—1923.9
- 张慎修 1923.10—1927.3
- 王绍槐 1927.4—1927.7
- 曲太一 1927.7—1937.12

抗日战争爆发，济南沦陷，該校校舍遭日军占用，学校停课 1938.1—1946.1
抗战胜利后至中華人民共和國成立前的校长：
- 刘幼亭  1946.2—1948.9

中華人民共和國成立前育英中学历任校长：
- 曲涵三  1948.9—1952.4
- 杜黎州  1952.5—1960.6
- 李明山  1960.7—1963.3
- 张石生  1963.4—1965.11
- 李明山  1965.11—1966.5

文化大革命开始，这期间停课闹革命,军宣队、工宣队进校.
- 革委会主任 罗胜德（学生）  1966.6—1968.8
- 革委会主任：王传业（军代表） 1968.9—1970.3
- 革委会主任：张爱增（军代表） 1970.3—1970.6
- 革委会主任：李明山（兼书记） 1970.7—1977.7
- 革委会主任：王德礼（兼书记） 1977.7—1980.8

文化大革命以后
- 赵廷彰 1980.9—1984.2
- 党安振  1984.2——1987.2
- 王长钧  1987.2——1996.1
- 马复  1996.1—2002.4
- 王泽贤  2002.4—

## 知名校友
- 宋平：中共中央政治局原常委
- 任仲夷：广东省委原书记、原中顾委委员
- 陈耶：曾任解放军政治学院政委，育英十七级学生
- 张致一：中国科学院学部委员兼研究所所长，育英五级二班学生
- 王玉梅：影剧演员，第五届中国电影金鸡奖，第八届电影百花奖最佳女配角奖，育英中学二十九级学生
- 赵雪：国际象棋女子特级大师，2000年获得女子特级大师称号，2003年戛纳女子国际邀请赛冠军，2003年荷兰格罗宁根公开赛冠军，2004年奥林匹克团体赛女子冠军、第三台台次金牌，2005年首届全国国际象棋联赛冠军
- 王統照，現代作家、詩人。